# World Commission on Dams
The World Commission on Dams (WCD) är en organisation som diskuterar frågor kring dammbyggnadar. WCD grundades 1997 med stöd från Världsbanken och Internationella naturvårdsunionen.
Organisationsens två mål är:
- Att utvärdera utvecklingens effektivitet av stora dammar och bedöma alternativ för vattenresurser och energiutveckling.
- Att utveckla internationellt acceptabla kriterier, riktlinjer och allmänna erkännanden där det är möjligt, för planeringen, designen, bedömningar, konstruktioner, arbete, övervakningar av dammar.

Generalsekreteraren av WCD heter Achim Steiner.
Totalt är WCD sponsrat av 54 olika organisationer eller länder, bland annat Kina’s vattendepartement och ABB.